# 婚戒物語
《婚戒物語》是創作的日本漫畫，由《月刊BIG GANGAN》2014年Vol.04至2024年Vol.09連載。2018年5月31日，推出VR版漫畫。改編電視動畫於2024年1月至3月播放。第1季播放結束後宣布製作第2季。

## 角色列表

### 主要角色
佐藤／佐藤春人（聲：佐藤元、永瀨安奈（幼少期））
普通的高中生，愛戀着青梅竹馬的姬乃。某天，姬乃突然向他告別，無法放棄這段戀情的佐藤追著她來到異世界，戴上姬乃的“光之戒”成為勇者。為了打倒深淵王，將和另外火、水、風、土四位國家公主結婚取得戒指的力量。
小姬／野中姬乃／克莉絲朵·諾巴提·諾卡那堤卡（聲：鬼頭明里）
辣妹系女高中生，真實身份是異世界“光之國”諾卡那堤卡的公主—克莉絲朵，持有“光之戒”。為了避免遭到黑暗力量“深淵”的迫害，而在幼年被爺爺帶到人間界撫養了十年。廚藝很好，有著能照料家庭的一面。她迷戀佐藤。有一個妹妹茉璃兒·愛莉·諾卡那堤卡。
涅芙麗緹絲·洛姆加（聲：島袋美由利）
風之國洛姆加的精靈公主，持有“風之戒”。但卻是位“家裏蹲”公主，十分怕人，受到哥哥的影響而害怕外面的世界。最後同意和佐藤一起去對抗深淵王，並成為他的第二位妻子。對佐藤的感情越來越強烈。
葛蘭納托·尼妲齊達（聲：上田瞳）
火之國尼妲齊達的公主，持有“火之戒”，有著黑皮膚、長著貓耳朵，身體能力非常高，擅長戰鬥，身為傭兵團的團長，每天都在努力的進行決鬥（比武招親）。喜歡比自己強的男人，被譽為當代最強貓人公主，現與佐藤簽訂婚約，成為他的第三位妻子。
瑟菲珞·麻薩（聲：加隈亞衣）
水之國麻薩的龍人族公主，持有“水之戒”。說話的語氣有點老套，但頭腦清醒，個性機智。很為雙胞胎妹妹著想。成為佐藤的第四位妻子。
安芭盧·伊達諾坎（聲：小松未可子）
土之國伊達諾坎的公主，持有“土之戒”。隱藏著很多謎團，很少表達自己的情緒。有時會講笑話，也有著頑皮的一面。成為佐藤的第五位妻子。

### 諾卡那堤卡
阿拉巴斯塔（聲：千葉繁）
姬乃的祖父。生活在現代的他，為了保護孫女而隱藏自己的身分。真實身分是被稱為“諾卡納提卡大賢者”的強大魔法使，受到阿努魯斯人民的尊敬，而本人的性格卻有點糊塗。
茉璃兒·愛莉·諾卡那堤卡（聲：富田美憂）
姬乃的妹妹，見習賢者魔法師。

### 洛姆加
佩莉多特（聲：生天目仁美）
洛姆加的長老，同時也是最初的風戒公主。
絲瑪拉格蒂（聲：原由實）
前代洛姆加皇后的姐姐，亦是原本應繼承風之戒的公主。
傑德·洛姆加（聲：水中雅章）
前任風之洛姆加國王的長子，涅芙麗緹絲·洛姆加的哥哥。對妹妹保護過度。
涅芙麗緹絲的母親（聲：清水彩香）
前代洛姆加皇后。

### 麻薩
瑟菲菈（聲：大野柚布子）
麻薩的雙子公主，瑟菲珞的妹妹，與瑟菲珞同時為水之戒的公主之一。
與帝國的馬爾斯王子兩情相悅。
麻薩的國王（聲：高橋伸也）

### 基薩拉斯帝國
馬爾斯／馬爾瑪利基亞斯·基薩拉斯（聲：坂田將吾）
基薩拉斯帝國的第二皇子。原本是姬乃的未婚夫，被賦予了成為戒王的使命，但他讓給了來到阿努魯斯追尋姬乃的佐藤。此後他陪伴佐藤一行人踏上旅程，並為不熟悉阿努魯斯生活和戰鬥的他們提供支持。後來與瑟菲珞的妹妹結婚。
斯琉達·基薩拉斯（聲：小林親弘）
基薩拉斯帝國的第一皇子。被稱為不敗將軍。
皇帝（聲：土師孝也）
基薩拉斯帝國的皇帝，為達目的不擇手段。

### 深淵王勢力
深淵王（聲：前野智昭）
很早以前被前任戒王和五位公主打敗，但經過長時間的沉睡之後，他又再次甦醒過來。
占卜師（聲：福原綾香）
名義上為基薩拉斯帝國的占卜師，實則深淵王的騎士，企圖通過控制麻薩的國王並以占卜為名引來魔物控制國家以試圖奪取戒指復活深淵王，被佐藤一行所挫敗，麾下魔物被瑟菲珞吞噬，逃離後試圖再蠱惑基薩拉斯帝國的皇帝，卻遭反殺。

## 出版書籍
| 卷數 | 史克威爾艾尼克斯 | 史克威爾艾尼克斯       | 東立出版社     | 東立出版社             |
| 卷數 | 發售日期         | ISBN                   | 發售日期       | ISBN                   |
| ---- | ---------------- | ---------------------- | -------------- | ---------------------- |
| 1    | 2014年12月9日    | ISBN 978-4-7575-4430-7 | 2016年1月8日   | ISBN 978-986-462-646-5 |
| 2    | 2015年5月25日    | ISBN 978-4-7575-4654-7 | 2016年3月4日   | ISBN 978-986-462-647-2 |
| 3    | 2015年12月25日   | ISBN 978-4-7575-4848-0 | 2016年4月25日  | ISBN 978-986-462-815-5 |
| 4    | 2016年10月25日   | ISBN 978-4-7575-5140-4 | 2017年4月10日  | ISBN 978-986-482-166-2 |
| 5    | 2017年6月24日    | ISBN 978-4-7575-5392-7 | 2018年5月18日  | ISBN 978-957-26-0776-3 |
| 6    | 2018年2月24日    | ISBN 978-4-7575-5638-6 | 2018年12月25日 | ISBN 978-957-26-0777-0 |
| 7    | 2018年9月25日    | ISBN 978-4-7575-5859-5 | 2019年6月3日   | ISBN 978-957-26-2101-1 |
| 8    | 2019年7月9日     | ISBN 978-4-7575-6192-2 | 2020年3月16日  | ISBN 978-957-26-4156-9 |
| 9    | 2020年5月25日    | ISBN 978-4-7575-6626-2 | 2021年11月22日 | ISBN 978-957-26-5338-8 |
| 10   | 2021年1月25日    | ISBN 978-4-7575-7059-7 | 2022年5月23日  | ISBN 978-957-26-6406-3 |
| 11   | 2021年8月25日    | ISBN 978-4-7575-7437-3 | 2023年6月15日  | ISBN 978-957-26-8676-8 |
| 12   | 2022年3月25日    | ISBN 978-4-7575-7843-2 | 2024年2月29日  | ISBN 978-626-02-0825-7 |
| 13   | 2023年1月25日    | ISBN 978-4-7575-8358-0 | 2024年8月1日   | ISBN 978-626-02-1883-6 |
| 14   | 2023年12月25日   | ISBN 978-4-7575-8977-3 |                |                        |
| 15   | 2024年9月25日    | ISBN 978-4-7575-9438-8 |                |                        |

## 電視動畫

### 主題曲
片頭曲「Lover’s Eye」（Sizuk）
主唱：AYAME（from AliA），作詞：兒玉沙織，作曲：俊龍，編曲：松田彬人
片尾曲
主唱：AliA，作詞：TKT，作曲：EREN

### 各話列表
| 第1話  | 赤尾凸   | 直谷隆   | 淺見松雄 | 仲敷沙織 森悅史 大塚八愛                            | 仲敷沙織 小美戶幸代          | 2024年 1月6日 |
| 第2話  | 赤尾凸   | 西田正義 | 淺見松雄 | 菊池一真 櫻井拓郎 中島美子 鎌田均 飯飼一幸          | 小林利充                     | 1月13日       |
| 第3話  | 赤尾凸   | 寺東克己 | 中村良   | 青野厚司 池田佳織 岡田雅人 吉岡勝                   | 仲敷沙織                     | 1月20日       |
| 第4話  | 赤尾凸   | 寺東克己 | 中村良   | 扇多惠子 森悅史 松下純子 內野明雄                   | 小林利充                     | 1月27日       |
| 第5話  | 吉岡南都 | 祝浩司   | 淺見松雄 | 大塚八愛 菊池一真 岡田雅人 南伸一郎 扇多惠子 吉岡勝 | 仲敷沙織                     | 2月3日        |
| 第6話  | 吉岡南都 | 西田正義 | 淺見松雄 | 小美戶幸代 櫻井拓郎 森悦史 吉岡勝 飯飼一幸 富樫彩菜 | 小美戶幸代                   | 2月10日       |
| 第7話  | 赤尾凸   | 直谷隆   | 中村良   | 內野明雄 青野厚司                                   | 小林利充                     | 2月17日       |
| 第8話  | 赤尾凸   | 祝浩司   | 中村良   | 南伸一郎 岡田雅人 飯飼一幸 菊池一真                 | 青野厚司                     | 2月24日       |
| 第9話  | 吉岡南都 | 西田正義 | 淺見松雄 | 櫻井拓郎 森悅史                                     | 小美戶幸代                   | 3月2日        |
| 第10話 | 吉岡南都 | 西田正義 | 淺見松雄 | 大塚八愛 吉岡勝 飯飼一幸                            | 仲敷沙織                     | 3月9日        |
| 第11話 | 赤尾凸   | 直谷隆   | 中村良   | 岡田雅人 片岡康治 河村涼子 清水明日香               | 青野厚司 小林利充 小美戶幸代 | 3月16日       |
| 第12話 | 赤尾凸   | 直谷隆   | 淺見松雄 | 櫻井拓郎 吉岡勝 森悅史 飯飼一幸 大塚八愛            | 仲敷沙織                     | 3月23日       |

### 藍光光碟
| 卷數  | 發行日期      | 收錄話數      | 規格編號   |
| 第1季 | 第1季         | 第1季         | 第1季      |
| ----- | ------------- | ------------- | ---------- |
| BOX   | 2024年6月26日 | 第1話－第12話 | BSZD-20884 |

### 播映平台
| 播映地區                           | 播映平台                           | 播映日期              | 播映時間              | 備註 |
| ---------------------------------- | ---------------------------------- | --------------------- | --------------------- | ---- |
| 臺灣                               | 巴哈姆特動畫瘋                     | 2024年1月6日－3月23日 | 星期六 21:00（UTC+8） |      |
| 臺灣                               | KKTV                               | 2024年1月6日－3月23日 | 星期六 21:00（UTC+8） |      |
| 臺灣                               | LINE TV                            | 2024年1月6日－3月23日 | 星期六 21:00（UTC+8） |      |
| 臺灣                               | MyVideo                            | 2024年1月6日－3月23日 | 星期六 21:00（UTC+8） |      |
| 臺灣                               | LiTV 線上影視                      | 2024年1月6日－3月23日 | 星期六 21:00（UTC+8） |      |
| 香港、澳門、台灣、馬來西亞、新加坡 | Ani-One中文官方動畫頻道（YouTube） | 2024年1月6日－3月23日 | 星期六 21:00（UTC+8） |      |

## 來源
1. ↑  . Natalie. 2014-03-25  [2022-11-05]. （原始内容存档于2022-11-05） （日语）.
2. ↑  . Comic Natalie. 2024-08-23  [2024-08-23] （日语）.
3. ↑  . Natalie. 2018-05-31  [2022-11-05]. （原始内容存档于2022-11-05） （日语）.
4. ↑  . コミックナタリー (ナターシャ). 2023-01-17  [2024-08-01]. （原始内容存档于2023-01-17） （日语）.
5. ↑  .   [2024-08-01]. （原始内容存档于2024-05-26） （日语）.
6. ↑  . コミックナタリー. ナターシャ. 2024-03-23  [2024-08-01]. （原始内容存档于2024-03-29） （日语）.
7. 1 2 3  . アニメイトタイムズ. アニメイト. 2023-11-17  [2024-01-06]. （原始内容存档于2024-02-22） （日语）.
8. ↑  . 東立出版社.   [2022-11-05]. （原始内容存档于2022-11-05） （中文（臺灣））.

## 外部連結
- 漫畫官方網站（日語）
- 電視動畫官方網站（日語）